# Dorleta Ortiz de Elguea
Dorleta Ortiz de Elguea (Vitoria, 1973) es una pintora y escritora española.

## Biografía
Su relación con el arte se inició desde la infancia, influida por el ambiente artístico e intelectual de su familia, siendo su padre el pintor alavés Carmelo Ortiz de Elguea.
Estudió en la Escuela de Artes y Oficios de Vitoria, pero además el ambiente familiar artístico contribuyó de forma importante a su formación y a conformar lo que luego sería la trayectoria artística de Dorleta.

## Estilo artístico
La autora identifica su obra como "abstracción narrativa", porque se le puede encontrar un signifcado semántico. En su obra representa un imaginario desbordante, con paisajes oníricos, góticos y utiliza papel con escritos en colores. En la muestra retrospectiva "Cuadros habitados" que presentó en septiembre de 2024 se puede vislumbrar su evolución, utilizando tonos más oscuros en su primera época.

## Obra
Por una parte, en cuanto a su obra artística, realizó su primera exposición a los 19 años y posteriormente ha participado en más de 50 muestras tanto individuales como colectivas en Vitoria, Bilbao, en el Palacio de Aramburu de Tolosa y en el Museo de Arte e Historia de Durango. Asimismo ha expuesto en Bucarest y San Francisco. En 2024 realizó la muestra Cuadros habitados, exposición organizada por el Ayuntamiento de Vitoria en 2024 en el palacio Montehermoso, en la que hacía un análisis de treinta años de su relación con la pintura.
Por otra parte, en cuanto a su labor como escritora, ha publicado la obra de corte gótico Un Cadáver Delicioso, con ilustraciones de Detritus Aramburu, y posteriormente la obra Estampas y palabras, de la editorial Betagarri, que aborda el perfil de 21 artistas contemporáneos que son o viven en Euskal Herria.